# 彭思永
彭思永（1000年—1070年），字季长，庐陵（今江西吉安）人。
天圣五年（1027年）进士，授南康军判官，再知广州南海县。通判睦州。後入京召为侍御史，深得仁宗赏识。
妻晏氏，晏容 (融)和吳氏之女，晏殊侄女，晏固和吳氏孫女
子彭衛、彭衍
婿五：鄂州嘉魚縣胡從，宜春李伯英，程顥，太常博士田祐，著作佐郎齊域 

## 延伸阅读
[在维基数据编辑]
 《宋史/卷320》，出自脱脱《宋史》